# Samy Seghir
Samy Seghir, né le 29 juillet 1994 à Saint-Denis, en Seine-Saint-Denis, est un acteur français, principalement connu pour avoir interprété le rôle de Michou, dans le film Michou d'Auber, en 2006, ou encore dans Neuilly sa mère !, en 2009, dans le rôle de Sami Ben Boudaoud.

## Biographie
Issu d'une famille d'origine algérienne, Samy Seghir naît à Saint-Denis et grandit à Aubervilliers, en Seine-Saint-Denis. Il commence sa carrière cinématographique en 2006, lorsque sa mère répond à une annonce du journal municipal Aubermensuel. Il participe  à l'audition pour Michou d'Auber ; remarqué par le producteur Luc Besson, il est engagé. Habitant la cité Émile-Dubois comme Messaoud, le personnage du film, Samy Seghir interprète l'un des trois rôles principaux avec Gérard Depardieu et Nathalie Baye.
Il enchaîne avec le téléfilm Harkis, avec Smaïn. En 2007, il joue également dans Big City, un film de Djamel Bensalah. En 2009, il décroche le premier rôle dans  Neuilly sa mère !. Son interprétation lui vaut une pré-nomination au César 2010 du meilleur espoir masculin, et une nomination au Meilleur espoir masculin aux Prix Lumières 2013.
Au printemps 2010, il tourne sous la direction d'Alain Tasma le téléfilm Fracture, inspiré du roman Ils sont votre épouvante et vous êtes leur crainte de Thierry Jonquet, avec Leïla Bekhti, Paul Bartel et Anaïs Demoustier. En septembre 2010, il fait sa première apparition dans la websérie Plan Biz aux côtés de Jérémy Denisty. On le voit ensuite dans Les Petits Princes, avec Paul Bartel et Eddy Mitchell, En solitaire avec François Cluzet et À toute épreuve d'Antoine Blossier.
En 2014, il devient capitaine de l'équipe de football des moins de 19 ans du CM Aubervilliers.
En 2017, il apparaît dans le clip Dommage de Bigflo et Oli. Il joue le rôle de Diego.
En 2018, il tourne le film Neuilly sa mère, sa mère ! qui est la suite de  Neuilly sa mère !, le film qui l'a révélé au grand public.

## Filmographie

### Cinéma

#### Longs métrages
- 2006 : Michou d'Auber de Thomas Gilou : Messaoud/Michou
- 2007 : Big City de Djamel Bensalah : Wapiti
- 2009 : Neuilly sa mère ! de Gabriel Julien-Laferrière : Sami Ben Boudaoud
- 2011 : Beur sur la ville de Djamel Bensalah : le policier stagiaire
- 2011 : Nuit Blanche de Frédéric Jardin : Thomas
- 2013 : Les Petits Princes de Vianney Lebasque : Selim
- 2013 : En solitaire de Christophe Offenstein : Mano Ixa
- 2014 : À toute épreuve d'Antoine Blossier : Yani
- 2018 :  Neuilly sa mère, sa mère ! de Gabriel Julien-Laferrière : Sami Ben Boudaoud
- 2018 : Otages a Entebbe de José Padilha : Jean-Jacques Mimouni
- 2020 : La Terre et le Sang de Julien Leclercq : Yanis
- 2025 : Badh de Guillaume de Fontenay : Kamal Khoury

#### Courts métrages
- 2006 : Bonne nuit Malik de Bruno Danan : Bilal
- 2009 : Des livres et moi de Fadila Belkebla : Samy

### Télévision

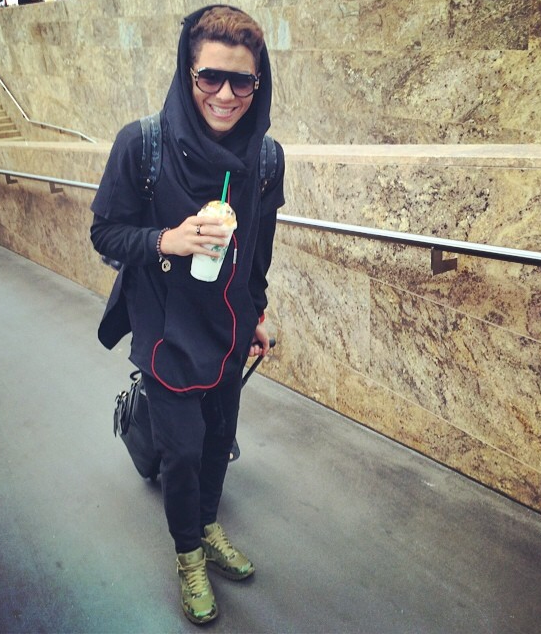
Samy Seghir en 2014.

#### Téléfilms
- 2006 : Harkis d’Alain Tasma : Kader
- 2008 : Garçon manqué de David Delrieux : Mounir
- 2010 : Fracture d’Alain Tasma : Lakhdar
- 2019 : Le Voyageur de Stéphanie Murat : Lieutenant Masri
- 2022 : Meurtres sur la Côte fleurie de Gabriel Aghion : Karim

#### Séries télévisées
- 2009 : Les Bleus, premiers pas dans la police, épisode Derrière les barreaux de Didier Le Pêcheur : Abdel
- 2010 : Plan Biz (web-série) de Stanislas Graziani : Toufik
- 2013 : Caïn, épisode Otages de Bertrand Arthuys : Naïm
- 2014 : Jamel Comedy Club, épisode 20 de Richard Valverde : lui-même
- 2016 : Le Bureau des Légendes 3 épisodes : Yacim Boumaza
  - Saison 2, épisode 1 d'Éric Rochant
  - Saison 2, épisode 2 d'Éric Rochant
  - Saison 2, épisode 6 d'Élie Wajeman
- 2020 : Ils étaient dix de Pascal Laugier : Eddy Hamraoui
- 2022 : Sentinelles Mali (série OCS) : Djibril Saadi
- 2022 : Syndrome E : Mahmoud
- 2022 : Prométhée de Christophe Campos : Elias Amrani
- 2023 : Killer Coaster de Nikola Lange : Steven (série Prime Vidéo)
- 2024 :Sentinelles Ukraine (série OCS) : Djibril Saadi

## Théâtre
- 2017 : Les Fantômes de la rue Papillon de et mise en scène Dominique Coubes, Théâtre du Gymnase Marie-Bell, avec Michel Jonasz

## Distinctions
- 2010 : Nomination pour le Lumière de la révélation masculine à la 15e cérémonie des prix Lumières pour Neuilly sa mère ! de Gabriel Julien-Laferrière